# 雲雀丘花屋敷站
雲雀丘花屋敷站（日语：／ Hibarigaoka-hanayashiki eki */?），是一個位於兵庫縣寶塚市雲雀丘一丁目，屬於阪急電鐵寶塚本線的鐵路車站。車站編號為HK-51。

## 歷史
1961年，隨著京阪神急行電鐵（現在的阪急電鐵）列車車廂大型化與列車編成增加，由於花屋敷站與雲雀丘站的站距過近，月台延長困難等因素，兩站故合併成本站開業，但哪一站為吸收方，哪一站為被吸收方成為大論戰，甚至國務大臣被卷入此次事件之中，最後以花屋敷與雲雀丘雙方的自治會長猜拳決定勝負。
- 1916年（大正5年）8月5日 - 花屋敷站 - 平井站（現在的山本站）間開設雲雀丘站[4]。
- 1961年（昭和36年）1月16日 - 花屋敷站 - 雲雀丘站間開設雲雀丘花屋敷站開業，廢止雲雀丘站[5]。
- 2003年（平成15年）8月30日 - 快速急行開始停靠本站（2006年10月改點後廢止）。
- 2013年（平成25年）12月21日 - 導入車站編號[6][7]。

## 車站構造
島式月台2面4線的地面車站。列車可在此待避。月台的有效長度可容納10節編成的列車。
開業當初的月台為側式月台2面2線，隨著設置平井車庫因此改良成現在的樣子。

### 月台配置
| 月台 | 路線     | 方向 | 目的地                                |
| ---- | -------- | ---- | ------------------------------------- |
| 1    | 宝塚本線 | 下行 | 下車專用月台                          |
| 2    | 宝塚本線 | 下行 | 往 寶塚、神戶、西宮北口、仁川、今津   |
| 3・4 | 宝塚本線 | 上行 | 往 大阪梅田、十三、箕面、京都、北千里 |

内側2線（2号線與3号線）為主本線，外側2線（1号線與4号線）為待避線。

## 利用狀況
2016年（平成28年）次1日平均上下車人次為10,010人（上車人次：4,990人，下車人次：5,020人）。
近年1日平均上下車、上車人次統計如下表。
| 年次               | 上下車人次 | 上下車人次 | 上車人次 | 上車人次   |
| 年次               | 平日限定   | 11月特定日 | 平日限定 | 11月特定日 |
| ------------------ | ---------- | ---------- | -------- | ---------- |
| 1996年（平成08年） |            | 14,142     |          | 7,062      |
| 1997年（平成09年） |            | 14,297     |          | 7,344      |
| 1998年（平成10年） |            | 14,324     |          | 7,506      |
| 1999年（平成11年） | -          | -          | -        | -          |
| 2000年（平成12年） | 13,692     | 15,244     | 6,831    | 8,453      |
| 2001年（平成13年） | 13,251     | 13,560     | 6,555    | 7,184      |
| 2002年（平成14年） | 12,907     | 14,011     | 6,526    | 7,274      |
| 2003年（平成15年） | 12,678     | 12,859     | 6,406    | 6,573      |
| 2004年（平成16年） | 12,266     | 13,296     | 6,107    | 6,684      |
| 2005年（平成17年） | 12,049     | 12,352     | 6,264    | 6,538      |
| 2006年（平成18年） | 12,138     | 11,788     | 6,126    | 5,882      |
| 2007年（平成19年） | 12,049     | 12,732     | 6,058    | 6,378      |
| 2008年（平成20年） | 12,026     | 12,355     | 6,039    | 6,130      |
| 2009年（平成21年） | 11,838     | 12,907     | 5,931    | 6,477      |
| 2010年（平成22年） | 11,980     | 12,508     | 6,015    | 6,335      |
| 2011年（平成23年） | 12,059     | 12,979     | 6,051    | 6,387      |
| 2012年（平成24年） | 12,056     | 12,485     | 6,056    | 6,300      |
| 2013年（平成25年） | 12,256     | 12,125     | 6,153    | 6,077      |
| 2014年（平成26年） | 12,232     | 12,346     | 6,142    | 6,270      |
| 2015年（平成27年） | 12,063     | 12,063     | 6,043    | 6,043      |
| 年次               | 上下車人次 | 上下車人次 | 上車人次 | 上車人次   |
| 年次               | 全年平均   | 11月特定日 | 全年平均 | 11月特定日 |
| 2016年（平成28年） | 10,010     | 12,023     | 4,990    | 6,008      |

## 車站周邊
車站周邊的宝塚市雲雀丘與川西市花屋敷為大正時代時所開發的住宅區。為阪神間首屈一指的「宅邸街」。與西邊的山本站之間設有平井車庫。
- 宝塚市役所雲雀丘辦事處
- 雲雀丘学園小学校
- 雲雀丘学園中学校・高等学校
- 川西花屋敷郵局
- 東洋食品研究所
- 東洋食品工業短期大学
- 宝塚大学
- 滿願寺（日语：満願寺 (川西市)）

### 公車路線
東驗票口附近設有公車站「雲雀丘花屋敷站前」，可搭乘阪急巴士。
| 系統     | 目的地           | 主要行經地         |
| -------- | ---------------- | ------------------ |
| 滿願寺線 |                  |                    |
| 150      | JR川西池田       | 阪急川西能勢口東口 |
| 150      | 愛宕原高爾夫球場 | 滿願寺             |

## 其他
- 地方居民常以「雲花」（ひばはな、くもはな）、「雲雀」（ひばり）或是「雲雀丘」做為簡稱。
- 本站的站名為阪急線內字數特別多的站名之一，列車的目的地標示的「雲」和「花」的字體大小會調大，會以雲雀丘花屋敷的樣子標示。另外千里線與堺筋線的天神橋筋六丁目站也是同樣強調部分文字。

## 相鄰車站
阪急電鐵
 宝塚本線
■急行、■準急、■普通
川西能勢口（HK-50）－雲雀丘花屋敷（HK-51）－山本（HK-52）
- 1962年（昭和37年）5月1日前，在川西能勢口站（當時站名為能勢口站）與本站之間設有花屋敷站。

## 外部連結
- 雲雀丘花屋敷 - 阪急電鐵